# Jacob Holm
Jacob Holm (Esbjerg, Danska, 5. rujna 1995.) je danski rukometaš i nacionalni reprezentativac. 

## Karijera
Holm je rukometnu karijeru započeo u juniorima Skjerna dok je kao senior debitirao 2013. godine u dresu Ribe-Esbjerga. Nakon pet sezona u klubu, Jacob odlazi u njemačku Bundesligu gdje danas brani boje berlinskog Füchsea.
Na reprezentativnoj razini, igrač je za nacionalnu selekciju debitirao 4. studenog 2016. u Płocku tijekom susreta protiv Farskih Otoka.

## Vanjske poveznice
- Profil rukometaša na službenim web stranicama EHF-a